# Sombrero tirolés

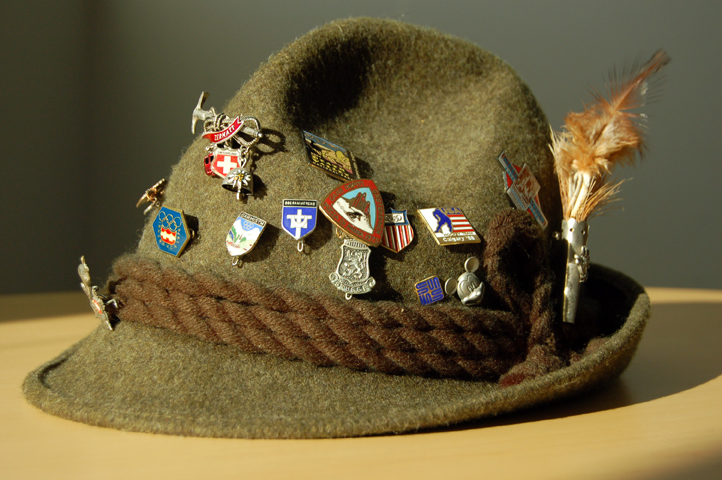
Sombrero tirolés.

El sombrero tirolés, también llamado sombrero bávaro o sombrero alpino, es un tipo de fedora nombrado así por la región del Tirol en los Alpes. Es esencialmente la forma conocida como trilby. Están hechos de fieltro, con un cordón alrededor y llevan una pluma como adorno. El tradicional «cepillo» que suele adornar el sombrero se hace de cola de gamuza. El cepillo se fabrica en una variedad de formas y a menudo puede combinarse con plumas.